# 배드 컴퍼니 (2002년 영화)
《배드 컴퍼니》(영어: Bad Company)는 미국에서 제작된 조엘 슈마커 감독의 2002년 액션 코미디 영화이다. 앤서니 홉킨스, 크리스 록 등이 출연하였고, 제리 브룩하이머 등이 제작에 참여하였다.

## 줄거리
중앙정보국(CIA) 요원 케빈 포프는 골동품상 마이클 터너로 정체를 위장하고 암시장에 풀린 서류 가방 형태 핵폭탄을 회수하는 임무를 수행한다. 그러나 도중 일이 잘못되어 케빈이 급사하고, 차선책을 찾지 못한 CIA는 케빈과 출생시 헤어졌던 일란성 쌍둥이 형제인 저지시티 사기꾼 제이크 헤이스에게 돈을 미끼로 케빈의 빈자리를 대신할 것을 제안한다. 게일로드 오크스 요원은 제이크를 빠른 시간 내에 훈련시켜 체코 프라하에서 있을 현장 임무에 투입시켜야 한다.

## 출연
- 앤서니 홉킨스 - CIA 요원 게일로드 오크스 역
- 크리스 록 - 제이크 헤이스 / CIA 요원 케빈 포프 / 마이클 터너 역
- 페테르 스토르마레 - 아드리크 바스 역
- 게이브리얼 막트 - CIA 요원 실 역
- 케리 워싱턴 - 줄리 벤슨 역
- 어도니 머로피스 - 드라간의 부하 역
- 가르셀 보베 - 니콜 역
- 드라간 미차노비치 - 드라간 아댜니치 역
- 존 슬래터리 - CIA 부국장 롤런드 예이츠 역
- 브룩 스미스 - CIA 요원 스완슨 역
- 대니얼 순자타 - CIA 요원 케루 역
- 마레크 바슈트 - 안드레 역
- 어마 P. 홀 - 뱅크스 부인 역
- 존 에일워드 - CIA 요원 페런 역
- 마이클 일리 - "G-모" 역
- 셰이 위검 - CIA 요원 웰스 역 (크레디트 미기재)
- 찰리 데이 - 대마 상용자 역 (크레디트 미기재)

## 기타 제작진
- 총괄 제작: 클레이턴 타운젠드
- 협력 제작: 데이비드 밍카우스키, 일라이 리치버그, 팻 샌드스턴, 매슈 스틸먼
- 배역: 빅토리아 토머스
- 미술: 얀 룰프스